# Gert Wiescher

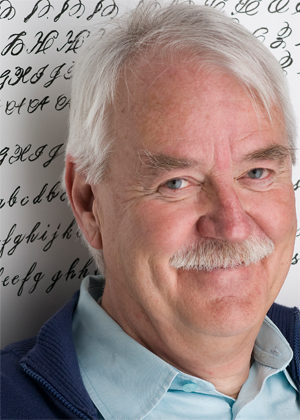
Gert Wiescher (2012)

Gert Wiescher (* 26. Juli 1944 in Braunsbach am Kocher) ist ein deutscher Grafiker, Typograf, Autor und Schriftgestalter.

## Leben
Wiescher studierte zwei Jahre Graphik an der Hochschule der Künste in Berlin. Er finanzierte sein Studium mit Pflastermalen und dem Zeichnen von Porträts.  Sein Studium brach er jedoch ab und zog anschließend nach Barcelona, wo er für Harden & Bombelli den OECD-Pavillon für die Weltausstellung in Osaka 1970 entwarf.
1972 zog er nach Johannesburg und arbeitete dort bei Grey- und Young-Advertising als Art-Director. 1975 erhielt er ein Angebot von Dorland-Werbung, welches ihn dazu bewegte nach Deutschland zurückzukehren. Kurze Zeit später wechselte er zu Herrwerth & Partner, wo er an der Einführung von IKEA in den deutschen Markt beteiligt war. 1977 wurde er Partner in der Agentur Lauenstein und Partner, die hauptsächlich Einzelhandelskunden betreute.
Ein paar Jahre später, 1982, gründete er sein eigenes Designbüro und betreute Kunden aus dem Verlagswesen – darunter Markt & Technik, Systhema, Langen-Müller-Herbig sowie die IT-Unternehmen House of Computers und FileNet. Außerdem gestaltete er die Apple Computer Publikationen Apple-Age und Apple-LIVE.
Mit dem ersten Apple-Macintosh digitalisierte Wiescher Schriften für seinen eigenen Gebrauch. Es entstand eine kleine Schriftenkollektion, die er über FontShop – ein Versandhaus für digitale Schriften – vermarktete.
Für FontShop entwarf er eine Version der Bodoni-Schriften, so nahe wie möglich am Original: die Bodoni-Classic-Familie. Gert Wiescher hat fast 300 Schriftfamilien mit über 1000 Schriftschnitten gestaltet.
Zu seinen Arbeiten zählten unter anderem die Neugestaltung der Logoschrift der Abendzeitung (Evening News) sowie die Gestaltung einer kyrillischen Bodoni für die VOGUE Moskau (Bodoni-Classic.Cyrillic).
Während seiner Arbeit als Art-Director erhielt er mehrere Preise für Werbefilm-Konzepte (u. a. Berliner-Klappe).
Wieschers Schrift „Red Tape“ hängt seit März 2012 in der Dauerausstellung „Zeichen Bücher Netze: Von der Keilschrift zum Binärcode“ der Deutschen Nationalbibliothek im Deutschen Buch- und Schriftmuseum in Leipzig.
Gert Wiescher hat zwei Söhne.

## Veröffentlichungen
- Professionelles Gestalten mit PageMaker. Markt & Technik Verlag, München 1988, ISBN 3-89090-584-6.
- Desktop Advertising. Wirtschaftsverlag Langen Müller/Herbig, München 1990, ISBN 3-7844-7261-3.
- Zeitschriften & Broschüren. Systhema-Verlag, München 1990, ISBN 3-89390-312-7.
- Professionelles Gestalten mit PageMaker 4.0. Systhema-Verlag, München 1991, ISBN 3-89390-356-9.
- Schriftdesign. Systhema-Verlag, München 1991, ISBN 3-89390-316-X.
- Logos, Monogramme & Icons. Systhema-Verlag, München 1991, ISBN 3-89390-315-1.
- Blitzkurs Typografie. Systhema-Verlag, München 1992, ISBN 3-89390-446-8.
- Blitzkurs Zeitschriftengestaltung. Systhema-Verlag, München 1992, ISBN 3-89390-943-5.
- Blitzreferenz Farbe. Systhema-Verlag, München 1992, ISBN 3-89390-447-6.
- Geliebte Provenzalische Küche. Mary-Hahn-Verlag, München 1996, ISBN 3-87287-431-4.
- Crostini und Panini. Mary-Hahn-Verlag, München 1998, ISBN 3-87287-451-9.
- Für Gäste das Beste. Mary-Hahn-Verlag, München 2001, ISBN 3-87287-492-6.
- Das Brain Projekt. Kindle Edition, 2011.
- User Manual Europe. English Kindle Edition, 2011.